# Liste von Unix- und Unix-ähnlichen Betriebssystemen
Diese Liste von Unix- und Unix-ähnlichen Betriebssystemen enthält eine Auswahl von Betriebssystemen, die von oder mit dem Research Unix (UNIX Time-Sharing System), UNIX System III oder System V abgeleitet sind, ganz oder teilweise kompatibel sind, ganz oder teilweise deren Konzepte implementieren oder anderweitig in Verbindung stehen. Diese werden allgemein unterteilt in
- „Unix“

und
- „Unix-ähnlich“ bzw. „unixähnlich“, englisch ‚Unix-like‘, oder „unixoid“ (Synonyme)

Mitunter wird „unixoid(e Systeme)“ im Deutschen als Oberbegriff für beide Arten verwendet, auf dieser Seite aber nicht.
Es existiert keine allgemeingültige genaue Definition o. g. Begrifflichkeiten. In der Vergangenheit gab es mehrere Ansätze zur Standardisierung. Neben dem Begriff „Unix“ existiert der Begriff „UNIX“ in Großbuchstaben. Heute ist die Bezeichnung „UNIX“ in Großbuchstaben (oder Kapitälchen) eine geschützte Wortmarke, die nur ein Betriebssystem tragen darf, das die Anforderungen der Single UNIX Specification, kurz SUS, erfüllt und dessen Konformität zur Spezifikation zertifiziert wurde.
In der nachfolgenden Liste
- klassifiziert „Unix“ jene Betriebssysteme,
  - deren Ursprung im originären Unix von AT&T liegt bzw. die deren Konzepte vollständig implementieren
  - oder jene, die vollständig kompatibel mit System V sind
  - oder jene, die vollständig POSIX-konform sind;
- ist „UNIX“ in Großbuchstaben
  - Teil eines früheren Produktnamens (Eigenname)
  - oder macht die Konformität zur Single UNIX Specification deutlich (UNIX V7, UNIX 03, UNIX 98, UNIX 95, UNIX 93);
- steht „unixähnlich(es System)“ für die übrigen Betriebssysteme, die Unix-Konzepte zu implementieren versuchen – unabhängig von deren Code-Basis/-Quelle, sondern einzig bezogen auf deren Kompatibilität.

## Liste

### Research Unix der Bell Labs
Die Bell Laboratories waren damals die Forschungsabteilung der US-Telefongesellschaft AT&T.
- Research Unix (‚Forschungsunix‘) bzw. UNIX Time-Sharing System, Versionen 1–10 (bzw. „Editionen“), 1969–1989; ab Version 8 waren die Quelltexte nicht mehr öffentlich zugänglich und AT&T begann, das Betriebssystem als kostenpflichtiges Produkt zu vermarkten; siehe Unix und Geschichte von Unix

### Kommerzielles AT&T UNIX
- UNIX Time-Sharing System ab Version 8, 1985
  - UNIX System III, 1981: abgeleitet von UNIX Time-Sharing System V7
    - UNIX System IV, 1982
    - UNIX System V, 1983: meist-referenziertes Unix; Ausgangspunkt der ersten Fassungen von POSIX und SUS
    - UnixWare, 1993: später Novell UnixWare bzw. SCO UnixWare; Letzteres zertifiziert als UNIX 95

### Historische kommerzielle AT&T-UNIX-Derivate
- AMIX: Unix für Amiga-Rechner
- A/UX: Unix des Unternehmens Apple
- DG/UX: Unix des Unternehmens Data General
- Dynix: Unix von Sequent, jetzt IBM
- Interactive Unix: Unix-Serie der INTERACTIVE Systems Corp.
  - PC/IX: Einzelbenutzer-Multitasking-System der INTERACTIVE Systems Corp. für IBM PC, PC XT und PC/AT (16-Bit-x86)
- IRIX: Unix für Silicon Graphics Workstations
- Microport: Erste Version von System V für IBMs 286er- sowie 386er-PCs sowie PS/2-Systeme.
- Plurix: Betriebssystem, das sich an UNIX Time-Sharing System V7 orientiert und in Brasilien in den 1980ern entwickelt wurde.
- SCO OpenServer: UNIX der Santa Cruz Operation; zertifiziert als UNIX 93
- Sinix: Unix des Unternehmens Siemens
- SunOS 1.0 bis 4.1.4: Unix von Sun Microsystems, heute Oracle Solaris
- Tru64 UNIX oder DUNIX, ursprünglich OSF/1: UNIX-Derivat aus der System‑V-Familie. Basierend auf dem OSFMK-Microkernel unterstützt es die 64‑Bit-Alpha-Mikroprozessor-Architektur; zertifiziert als UNIX 98
- Xenix: ursprünglich von Microsoft entwickeltes Unix

### Aktuelle kommerzielle AT&T-UNIX-Derivate
- AIX: UNIX des Unternehmens IBM; zertifiziert als UNIX 98 und 03;
- HP-UX: UNIX des Unternehmens Hewlett-Packard; zertifiziert als UNIX 95 und 03;
- Solaris: SunOS-Nachfolger, UNIX von Sun, später Oracle; zertifiziert als UNIX 95, 98, 03 und V7; siehe unten;

### Historische BSD-Linie
Anfangs auf Code von UNIX Time-Sharing System V1–V10 oder System III und neuer aufbauende Ableitungen und erste freie Implementierungen.
- 2BSD bis 4.4BSD: Weiterentwicklungen von UNIX Time-Sharing System V6 an der Universität Berkeley (Kalifornien);
  - 386BSD: Portierung von Bill Jolitz auf die 32-Bit-x86-Architektur IA-32 des 80386-Prozessors von Intel;
  - BSD/OS (BSD/386), kommerzielles Unix-Betriebssystem des Unternehmens Berkeley Software Design (BSDI);
  - MIPS OS: 4.2BSD-Ableitung entwickelt von MIPS Computer Systems;
  - NeXTSTEP: 4.3BSD-Ableitung für die NeXT-Computer (m68k, x86, SPARC und PA-RISC) mit eigens entwickelter grafischer Umgebung;
    - OPENSTEP: re-implementierter NeXTSTEP-Nachfolger für unterschiedliche Prozessor-Architekturen einschließlich OpenStep-Implementierung, die auch für andere Betriebssysteme verfügbar war;
      - Rhapsody: Weiterentwicklung, nachdem Apple NeXT übernahm; 4.3BSD-Code wurde durch 4.4BSD-Code ersetzt;

  - RISC iX: Unix für Acorn Archimedes, 4.3BSD-Ableitung;
  - Ultrix: Unix des Unternehmens DEC für PDP-11- und VAX-Computer (später auch MIPS-Workstations)

### Aktuelle BSD-Linie
Freie Re-Implementierungen der System-V-Linie und deren moderne Nachfolger.
- NetBSD: erste/s BSD-Abspaltung/-Derivat, ursprünglich von 386BSD abgeleitet; modernes BSD für viele Plattformen;
  - NetBSD-Distributionen 
    - BlackBSD: Live-CD; auf Sicherheitswerkzeuge spezialisiert; Fluxbox;
    - g4u: Festplatten-Live-CD
    - Jibbed: Live-CD;
    - OS108: Desktop-Betriebssystem auf NetBSD-Basis;

  - NetBSD-Derivate       
    - OpenBSD: größter Ableger von NetBSD; siehe weiter unten;
    - Debian GNU/NetBSD: eine Kombination aus Debian und dem NetBSD-Kernel; 2002 eingestellt;
    - EdgeBSD: NetBSD-Ableger mit dem Primärziel in einigen Aspekten moderner zu sein als NetBSD an sich;
    - Force10 Networks FTOS: Betriebssystem für Switches/Router der Force10 TeraScale E-Serie;
    - Gentoo/NetBSD: eine Kombination aus Gentoo und dem NetBSD-Kernel;
    - PolyBSD / pocketSAN: Basissystem für den Aufbau von Embedded-Systemen;
    - SEOS: Betriebssystem der SmartEdge-Routerserie von Ericsson;
- FreeBSD: de facto synonym mit „BSD“; modernes BSD und Basissystem für weitere Distributionen, Derivate und Entwicklungen; ursprünglich von 386BSD abgeleitet;
  - FreeBSD-Distributionen 
    - m0n0wall: eine Firewall-Distribution;
    - NomadBSD: ein Live-System (keine Installation nötig) für USB-Sticks[1]
    - OPNsense: eine (stateful) Firewall/Router-Distribution; unterstützt LibreSSL und ASLR
    - pfSense: eine Firewall/Router-Distribution
    - TrustedBSD: Erweiterung mit dem Hauptgewicht auf Sicherheitseigenschaften
    - HardenedBSD: eine Erweiterung mit dem Hauptgewicht auf Sicherheitseigenschaften; Zusammenarbeit mit OPNsense

  - FreeBSD-Derivate       
    - CellOS und Orbis OS: Betriebssysteme der PlayStation 3, 4 und 5 von Sony[2][3][4]
    - Darwin: gemeinsames Basisbetriebssystem für macOS, iOS etc.; siehe weiter unten
    - Data ONTAP: das Betriebssystem von NetApp-Speichersystemen[5]
    - DesktopBSD: ein Arbeitsplatzsystem mit KDE als grafischer Arbeitsumgebung
    - DragonFly BSD: Abspaltung von FreeBSD 4.x
    - FuryBSD: Nachdem sich Project Trident (künftig Void Trident) entschlossen hat, künftig anstatt auf TrueOS/FreeBSD auf Void Linux zu setzen, gründete ein Teil der Community FuryBSD mit dem Fokus auf ein vollständig grafisches Desktop OS
    - FreeNAS: für Network Attached Storage (NAS) konzipiert
    - FreeSBIE: ein Live-System mit Xfce und Fluxbox; entstand während des Google Summer of Code 2005
    - JunOS: das Betriebssystem der Router von Juniper Networks
    - Kylin: entwickelt für chinesische Behörden
    - MidnightBSD: mit grafischer Arbeitsumgebung auf Basis von GNUstep; ursprünglich abgeleitet von FreeBSD 6.1 Beta
    - NAS4Free: für Network Attached Storage (NAS) konzipiert, nach Namensänderung als XigmaNAS fortgeführt
    - PicoBSD: eine minimierte Variante von FreeBSD, die auf eine einzelne Diskette passt – also weniger als 1,44 MB umfasst
    - TrueOS (ehemals PC-BSD): ein FreeBSD erweiterndes und als Arbeitsplatzsystem optimierendes Derivat; die Entwicklung wurde Anfang 2020 eingestellt.[6]
      - GhostBSD: ursprünglich FreeBSD-, ab 18.10 TrueOS-basierend; MATE als vorgesehene grafische Arbeitsumgebung, ursprünglich Gnome

    - TwinCAT/BSD: Betriebssystem zur Industrieautomatisierung der Firma Beckhoff Automation.[7]
- OpenBSD: modernes und auf Sicherheit ausgelegtes BSD; ursprünglich NetBSD-Fork;
  - OpenBSD-Distributionen 
    - Anonym.OS (nur OpenBSD 3.8, 2006)
    - FuguIta:[8] Live-CD mit iceWM, die sich auch auf der Festplatte installieren lässt
    - jggimi
    - MarBSD:[9] Rettungs- und Testsystem in mehreren Varianten (für i386, amd64 und sparc64)

  - OpenBSD-Derivate       
    - ÆrieBSD
    - MirOS BSD
    - Bitrig
    - LibertyBSD
- Darwin: Basissystem (englisch core operating system) für Apples aktuelle Betriebssysteme; Ableitung des BSD-Unterbaus von Rhapsody, 4.4BSD-Code durch FreeBSD-Code ersetzt, auch NetBSD- und OpenBSD-Code;
  - macOS (vormals Mac OS X bzw. OS X): modernes BSD für Desktop-Systeme; zertifiziert als UNIX 03; Ableitung des Überbaus (APIs etc.) von Rhapsody;
    - iOS: macOS-Derivat für iPhone und iPad, inzwischen findet eine wechselseitige Entwicklung zwischen macOS und iOS statt;
      - audioOS: iOS-Derivat für HomePod;
      - iPadOS: iOS-Derivat für iPad;
      - tvOS: iOS-Derivat für Apple TV; Entwicklung begann bereits 2006 als Zweig von Mac OS X Tiger 10.4;
      - watchOS: iOS-Derivat für Apple Watch;

  - Darwin on ARM: seit 2013
  - OpenDarwin: 2002–2006
  - PureDarwin: 2007–2012

### Aktuelle Solaris-Linie
- Oracle Solaris, ursprünglich SunOS: initial von Sun auf Basis von UNIX System V entwickelt;[10]
  - OpenSolaris, 2008–2010;
    - illumos, ein freies Derivat des eingestellten OpenSolaris und Basissystem verschiedenster Distributionen, beispielsweise
      - Dyson[11]: kombiniert das Userland von Debian mit illumos und möchte ein offizieller Debian-Port werden;
      - NexentaStor[12]
      - OmniOS[13]: auf die Servernutzung spezialisierte Distribution;
      - OpenIndiana: Desktop- und Server-Betriebssystem mit dem Anspruch, das Ubuntu unter den illumos-Distributionen zu sein;[14][15][16] mit MATE als Desktop-Umgebung; x86, x86-64, SPARC;
      - OpenSXCE[17]
      - SmartOS: Hypervisor-System für den massenhaften Einsatz von Containern und virtuellen Maschinen; kombiniert OpenSolaris-Technologie mit Linux-KVM-Virtualisierung beispielsweise für den Aufbau von Clouds;[18][19][20][21][22]
      - XStreamOS[23]
      - openindiana[24], ein quelloffenes, auf illumos[25] aufbauendes Betriebssystem;

### Durch SUS als UNIX zertifizierte Systeme
Heute ist die Bezeichnung „UNIX“ in Großbuchstaben eine Wortmarke der Austin Group, die nur für ein Betriebssystem genutzt werden darf, das die Anforderungen der Single UNIX Specification (SUS, deutsch ‚alleinige UNIX-Spezifikation‘) erfüllt. Betriebssysteme, deren Konformität zur Spezifikation zertifiziert wurde und daher als UNIX bezeichnet werden dürfen:

#### UNIX V7
für Systeme, die Version 4 der SUS erfüllen (vollständige Einhaltung, einschließlich Corrigenda)
- Solaris 11.4+ auf x86- und SPARC-Systemen[26]

#### UNIX 03
für Systeme, die Version 3 der SUS erfüllen (vollständige Einhaltung)
- AIX 5L V5.2 mit einigen Updates, AIX 5L V5.3;
- EulerOS 2.0, eine kommerzielle Linux-Distribution, auf dem „KunLun Mission Critical Server“ von Huawei – bis 2022[27] (die Zertifizierung wurde nicht erneuert);
- HP-UX 11i V3 Release B.11.31;
- Inspur K-UX 2.0 und 3.0, eine kommerzielle Linux-Distribution, auf Inspur-TS-K1-Systemen (x86_64-Architektur[28]) – bis 2019[29] (die Zertifizierung wurde nicht erneuert);
- macOS ab 10.5 bzw. Leopard, auf „Intel-Macs“[30][31][32][33] (anfangs 32- und 64-Bit, seit Mountain Lion, 10.8, ausschließlich x64) und „Apple Silicon“ bzw. „Arm-Macs“ (seit Big Sur, ARM64)[34]
- Solaris 10 auf x86- und SPARC-Systemen (32- und 64-Bit);
- z/OS 1.9 von IBM;

#### UNIX 98
für Systeme, die Version 2 der SUS erfüllen (partielle Einhaltung)
- AIX 5L V5.2;
- Solaris 8 und 9 auf 32-Bit x86- und SPARC-Systemen sowie auf 64-Bit-SPARC-Systemen;
- Tru64 UNIX V5.1A und neuer;

#### UNIX 95
Kompatibilität noch akzeptabel für einfachere Software-Subsysteme
- HP-UX vor 11i V3 Release B.11.31;
- SCO UnixWare 7.1.3;
- Solaris 2.5.1 auf der PowerPC Reference Platform (jedoch zurückgenommen, bevor mehr als ein paar Dutzend Exemplare ausgeliefert waren[35]);
- z/OS <1.9 von IBM mit Unix System Services als elementare Komponente; erstes zertifiziertes System, das nicht von AT&T-Code abstammt;

#### UNIX 93
gänzlich überholt
- SCO OpenServer 5;
- NCR UNIX SVR4;
- NEC UX/4800;

### POSIX-konforme Systeme
Das Portable Operating System Interface (POSIX) ist eine gemeinsam vom IEEE und der Open Group für Unix entwickelte standardisierte Programmierschnittstelle, welche die Schnittstelle zwischen Anwendungssoftware und Betriebssystem darstellt. POSIX bildet die Grundlage der Single UNIX Specification. 
- A/UX
- AIX[36]
- BSD/OS[37]
- HP-UX[36]
- INTEGRITY
- IRIX
- LynxOS
- macOS inkl. Darwin
- MINIX
- OpenVMS
- penOS
- QNX
- RTEMS (POSIX 1003.1-2003 Profile 52)
- Solaris,[36] OpenSolaris sowie illumos und darauf aufbauende Systeme
- UnixWare
- velOSity
- VxWorks

### GNU-Systeme
Das GNU-Betriebssystem ist weitestgehend POSIX-kompatibel, aber bewusst nicht vollständig konform. Es läuft auf mehreren Kerneln:
- GNU/Hurd bzw. GNU, die GNU-Betriebsmittel kombiniert mit GNU Hurd als Kernel;
  - Debian GNU/Hurd, Debian auf Hurd
  - Arch Hurd, Arch Linux auf Hurd
- GNU/Linux bzw. Linux, die GNU-Betriebsmittel kombiniert mit dem Kernel Linux;
  - … (siehe unten)
- GNU/kFreeBSD, die GNU-Betriebsmittel kombiniert mit dem Kernel von FreeBSD;
  - Debian GNU/kFreeBSD, Debian auf dem FreeBSD-Kernel;
- weitere GNU-Varianten
- GNU/NetBSD, die GNU-Betriebsmittel kombiniert mit dem Kernel von NetBSD;
  - Debian GNU/NetBSD, Debian auf dem NetBSD-Kernel

### Systeme mit Linux-Kernel
Obgleich die meisten Linux-Distributionen eine Kombination aus dem weitestgehend POSIX-kompatiblen GNU und dem Kernel Linux darstellen, existieren auch Distributionen mit Linux-Kernel, die ohne GNU auskommen, allen voran Android (Versionen). Sie sind nicht zwingend POSIX-kompatibel.

### Weitere unixähnliche Systeme
- AFROS: Unix-Derivat für Atari
- Coherent: Betriebssystem der Mark-Williams-Company, 1983
- GeckOS: Freies Betriebssystem für Computer mit MOS6502-Prozessor
- Idris: Betriebssystem von der Whitesmiths Ltd.
- LUnix: Freies Betriebssystem für den Commodore 64
- LynxOS: Echtzeit-Betriebssystem von LynuxWorks Inc.
- Minix: Lehrsystem von Andrew S. Tanenbaum, 1986
- MUNIX: Unix-Derivat von PCS Computer Systeme
- MUTOS, MultiUser Time Sharing Operating System: wurde vom Kombinat Robotron für die K1630-Rechner, für den A7100, den A7150, den EC1834, den A5120.16 sowie den K1840, vertrieben
- Netware: Server-Betriebssystem der Firma Novell
- QNX: Echtzeit-Betriebssystem für eingebettete Systeme
- SPIX: Betriebssystem von Bull Computer
- SerenityOS: Experimentelles Desktop-Betriebssystem mit 90er-Ästhetik
- Syllable: Desktop-Betriebssystem in der Nachfolge von AtheOS
- Unicos: Unix-Derivat von Cray
- UniFLEX: Betriebssystem der Technical Systems Consulting, Inc.
- UNIX/NS
- UNOS: Betriebssystem von Charles River Data Systems (CRDS)
- WEGA: Betriebssystem auf Basis von System III für den P8000 der Elektro-Apparate-Werke Berlin-Treptow „Friedrich Ebert“ (VEB der DDR)